# Bowers Gifford and North Benfleet
Bowers Gifford and North Benfleet – civil parish w Anglii, w Esseksie, w dystrykcie Basildon. W 2011 civil parish liczyła 1936 mieszkańców.